# Alessandro Pavia
Alessandro Pavia (Milano, 12 settembre 1824 – Genova, 2 settembre 1889) è stato un fotografo e patriota italiano che realizzò la raccolta dei ritratti dei Mille di Giuseppe Garibaldi.

## Biografia
Pavia quando aveva ventitré anni partecipò alle Cinque giornate di Milano e in seguito ad altri episodi del Risorgimento. Si dedicò alla fotografia ed aprì un atelier fotografico a Genova in piazza Valoria 4 (studio poi ceduto a Francesco Ciappei), dove dava anche lezioni di tecnica fotografica e vendeva fotocamere.
Nel 1862, all'indomani della Spedizione dei Mille ha l'idea di realizzare in un album i ritratti di tutti i Mille. Dopo cinque anni di ricerca, nel 1867, era riuscito a raccoglierne poco meno di 850 e regalò i primi due esemplari de L'Album dei Mille sbarcati a Marsala uno al re Vittorio Emanuele II di Savoia e l'altro a Giuseppe Garibaldi, a cui l'intero progetto era dedicato. I ritratti erano realizzati con la tecnica della carte de visite, molto di moda, brevettata nel 1854 da André-Adolphe-Eugène Disdéri. Nello stesso anno, Pavia pubblicò l'opuscolo pubblicitario di ventotto pagine, l'Indice completo dei Mille sbarcati a Marsala condotti dal prode Generale Giuseppe Garibaldi, eseguito da Alessandro Pavia, che contiene tre fotografie e viene venduto a una lira.
Successivamente raccolse altri ritratti, ma gli Album venduti furono pochi, anche per l'elevato costo dell'opera, 400 lire.
Nel 1873 Pavia si trasferisce a Milano, apre uno studio in Corso Garibaldi 86 e quindi in Corso Porta Romana 129. Nel 1883 torna a Genova e nel 1884 è qui tra i capisquadra per i soccorsi ai colpiti dal colera. Alessandro Pavia ha in questa città il suo ultimo studio in via Pila 21, dove muore il 2 settembre 1889.

## Riconoscimenti
Ad Alessandro Pavia nel 2007 l'amministrazione comunale di Roma ha intitolato un giardino a Grottaperfetta nell'VIII Municipio di Roma Capitale.

## Opere
- L'Album dei Mille sbarcati a Marsala
- Indice completo dei Mille sbarcati a Marsala condotti dal prode Generale Giuseppe Garibaldi, Genova, Stabilimento degli artisti tipografi, 1867